# Kathy Tyers

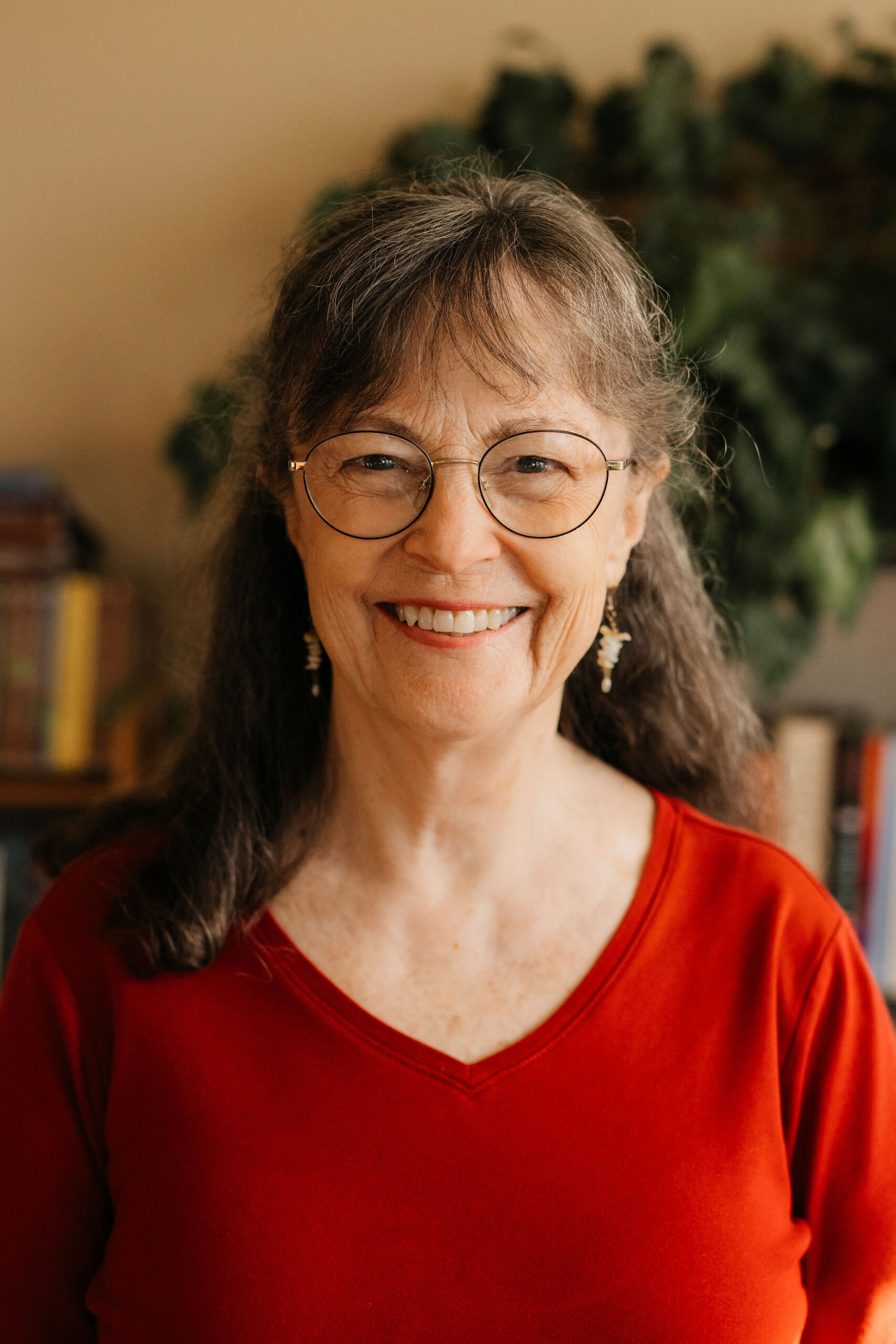
Kathy Tyers (2024)

Kathy Tyers (* 21. Juli 1952 in Long Beach, Kalifornien) ist eine US-amerikanische Science-Fiction-Schriftstellerin.

## Leben
Kathy Tyers kam schon früh mit Musik in Berührung, da ihre Mutter im Hollywood Bowl Orchestra von 20th Century Fox spielte, und ihr Vater Gründer und Regisseur des Shasta Jazz Festivals in Redding, Kalifornien war. Ihre Kindheit prägten die Geschichten um Robin Hood und Peter Pan, die Musik von Paul McCartney sowie die Werke  J. R. R. Tolkiens. Bereits auf der Junior High School und der High School schrieb sie erste eigene Geschichten.
Anschließend besuchte sie die Montana State University, wo sie  einen Abschluss in Molekularbiologie erwarb. Nach ihrem Studienabschluss arbeitete sie als Technikerin in einem Labor. Danach kehrte sie ins College zurück und unterrichtete in den unteren Klassen.
1983 begann sie die Arbeit an ihrem ersten Buch Firebird. Sie vollendete die Geschichte und in einer Schreibgruppe, wo sie Kritiken von Gleichgesinnten bekam, überarbeitete sie diese und schickte sie an einen Verleger. Bantam Spectra Books veröffentlichte das Buch 1986. Ihrem ersten Buch folgte eine Trilogie, bestehend aus Fusion Fire (1988), Crystal Witness (1989) und Shivering World (1991).
Bantam Spectra unterbreitete ihr das Angebot Star-Wars-Geschichten zu schreiben. Sie sagte sofort zu und schrieb ihren ersten Bestseller Der Pakt von Bakura (1993). Dieses Buch widmete sie John Williams.
Nach Der Pakt von Bakura schrieb sie noch ein weiteres Buch für Bantam Spectra (One Mind's Eye; auch nicht auf Deutsch erschienen). Anschließend beschäftigte sie sich zunehmend mit „Christlicher Science Fiction“, kehrte aber nach einigen Misserfolgen auf diesem Gebiet 1999 mit Neuauflagen von Firebird und Fusion Fire in ihr altes Genre zurück.
Nun wandte sich Shelly Shapiro, Star Wars Cheflektorin bei Del Rey Books an Tyers und bat sie, einen Band zur Reihe Das Erbe der Jedi-Ritter zu schreiben, woraufhin Planet der Verlorenen entstand. 2001 bekam sie den Mount Herman Christian Writers Conference's Pacesetter, einen Preis für ihre Arbeit zur christlichen Science Fiction. Eine neue Version von Shivering World wurde in Auftrag gegeben und 2004 veröffentlicht.
2005 erschien mit Eat my martian dust, einer Geschichte aus dem Fireball-Universum, ihr vorerst letzter Science-Fiction-Roman.
Momentan ist Kathy Tyers Beraterin mehrerer Schriftsteller der Christian Writers Guild und schreibt an einer Biographie. Sie lebt in Montana.

## Bibliographie (Auswahl)

### Firebird
- 1 Firebird, Bantam Spectra 1987, ISBN 0-553-26716-7
- 2 Fusion Fire, Bantam Spectra 1988, ISBN 0-553-27464-3
- 3 Crown of Fire, Bethany House Publishers 1999, ISBN 0-7642-2216-3
- 4 Wind and Shadow, Marcher Lord Press 2011, ISBN 978-1-935929-36-9
- 5 Daystar, Marcher Lord Press 2012, ISBN 978-1-935929-50-5

### Star Wars
- The Truce at Bakura, Bantam Press 1994, ISBN 0-593-03564-X
  - Der Pakt von Bakura, Heyne 1994, Übersetzer Hans Sommer, ISBN 3-453-50341-4
- Balance Point, Del Rey / Ballantine 2000, ISBN 0-345-42857-9
  - Planet der Verlorenen, Blanvalet 2003, Übersetzerin Regina Winter, ISBN 3-442-35983-X

### Weitere Romane
- Crystal Witness, Bantam Spectra 1989, ISBN 0-553-27984-X
- Shivering World, Bantam Spectra 1991, ISBN 0-553-29051-7
- One Mind's Eye, Bantam Spectra 1996, ISBN 0-553-57511-2